# Lasioglossum uelleburgense
Lasioglossum uelleburgense är en biart som först beskrevs av Embrik Strand 1912.  Lasioglossum uelleburgense ingår i släktet smalbin, och familjen vägbin. Inga underarter finns listade i Catalogue of Life.